# 実弾下潜入訓練場
実弾下潜入訓練場（じつだんかせんにゅうくんれんじょう）は、陸上自衛隊において実弾下での訓練を行うための戦闘訓練場である。

## 概要
主に実戦を未経験とする自衛隊員への実弾下および砲弾落下の現況による訓練を経験させるために設けられている。訓練施設には比較的中規模以上の演習場が必要であり、各方面隊に1ヶ所程度設置されている。
訓練施設の詳細は非公表であるが、関係書籍によれば高さ約15-30メートル程の高台上に機関銃を設置し、そこから機関銃を正面に向けて連射しており、1個小隊は的近くの塹壕より機関銃の方向に当初早駆けしていくが、機関銃が射撃されると匍匐を始める。距離が近づくにつれ障害も増えており、有刺鉄線や針金などの障害を匍匐などで克服し、かつ地中に埋められたTNT火薬の爆発（砲弾落下の現況を再現する）を伏せて防ぎながら最後に突撃する流れとなっている模様である。
訓練施設が設けられた当初は人の高さ程度で射撃をしていたとの事であるが、安全管理上の問題から次第に射座の高さが上がっていき、現在では15-30メートル程に射座が設けられているとのこと。また、TNT火薬を使用する観点から、火薬類取扱責任者などの関係資格を保有する隊員による支援が義務づけられているとのこと。

## 演習施設
- 北部方面隊：北海道大演習場東千歳地区（東千歳演習場）
- 東北方面隊：王城寺原演習場
- 東部方面隊：東富士演習場
- 中部方面隊：日本原演習場
- 西部方面隊：大矢野原演習場

他数ヶ所に設けられている。